# Ulla Bellander

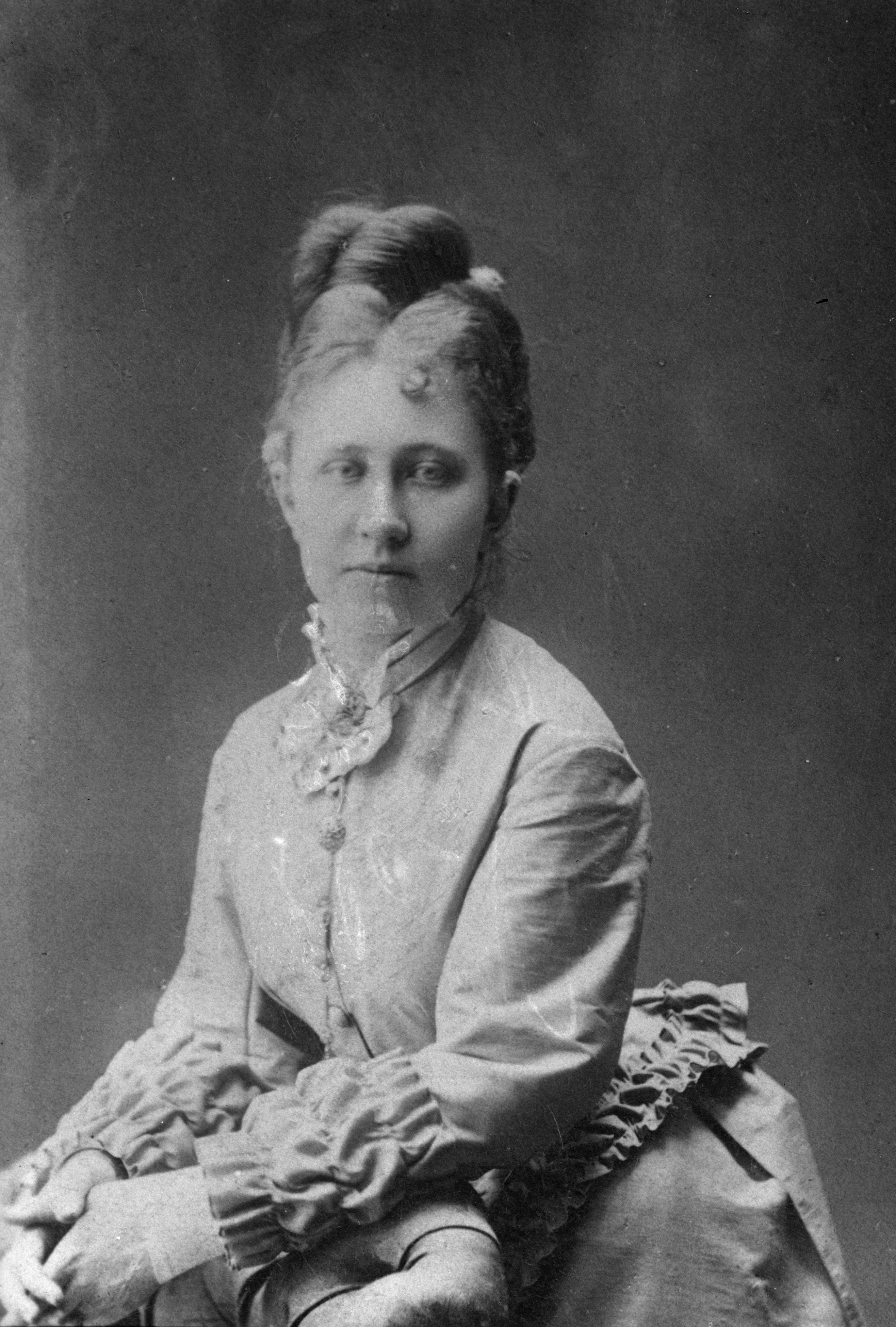
Ulla Bellander.

Maria Ulrika (Ulla) Davida Bellander, född 28 april 1852 i Malmö, död 14 mars 1924 i Malmö, var en svensk sånglärare, författare och föredragshållare.
Ulla Bellander var dotter till tullförvaltaren Martin Ulrik Bellander och dennes hustru Maria Catharina Palmborg. Hon var jämnårig med landshövding Samuel von Troils dotter Anna och umgicks som barn med henne i landshövdingens residens och på lantstället Rönneholm. Hon fick därmed också en första inblick i societetslivet i Malmö, ett ämne hon senare skulle skriva och hålla föredrag om.
Bellander studerade sång för operasångaren Fritz Arlberg och var en tid verksam som sånglärare vid Tekla Åbergs högre läroverk för flickor i Malmö. Hon gav också privatlektioner i sång.
Bellander var mycket kunnig i staden Malmös historia. Hon höll föredrag i ämnet, skrev i Sydsvenska Dagbladet och var aktiv i Malmö fornminnesförening. I föreningens minnesskrift 1909–1919 skrev hon en lång uppsats om släkten Faxe i Malmö.